# Campionato montenegrino maschile di pallanuoto
Il campionato montenegrino maschile di pallanuoto (Prva crnogorska vaterpolska liga) è l'insieme dei tornei pallanuotistici maschili nazionali istituiti dalla Vaterpolo i plivački savez Crne Gore (VPSCG), la federazione nuoto e pallanuoto del Montenegro.
Il campionato è stato istituito dall'indipendenza della nazione, nella stagione 2006-2007. Il primo club laureatosi campione è stato il Primorac Kotor, già campione di Jugoslavia nel 1986.

## Struttura dei campionati

### Prva Liga
La Prva Liga è la massima divisione del campionato, all'interno della quale ci si contende il titolo nazionale. A disputare la Superliga sono normalmente i team che disputano la Lega Adriatica, i quali si affrontano in un girone all'italiana.
Organico 2011:
-  Akademija Cattaro
-  Budva
-  Jadran H.N.
-  Primorac

### 2. Liga
La 2. Liga (Druga Liga) è la seconda divisione del campionato. Viene disputata annualmente e vi partecipano 6 squadre che disputano un girone all'italiana.
Organico 2011:
Bokelj, Risan, Galeb, Pizana, Kumbor, Rivijera

## Albo d'oro
| Stagione | Vincitore                                                         | 2ºposto                                                           | 3ºposto                                                           |
| -------- | ----------------------------------------------------------------- | ----------------------------------------------------------------- | ----------------------------------------------------------------- |
| 2007     | Primorac                                                          | Budva                                                             | Jadran H.N.                                                       |
| 2008     | Primorac                                                          | Budva                                                             | Jadran H.N.                                                       |
| 2009     | Jadran H.N.                                                       | Primorac                                                          | Akademija Cattaro                                                 |
| 2010     | Jadran H.N.                                                       | Primorac                                                          | Budva                                                             |
| 2011     | Budva                                                             | Jadran H.N.                                                       | Primorac                                                          |
| 2012     | Jadran H.N.                                                       | Budva                                                             | Primorac                                                          |
| 2013     | Budva                                                             | Primorac                                                          | Jadran H.N.                                                       |
| 2014     | Jadran H.N.                                                       | Budva                                                             | Primorac                                                          |
| 2015     | Jadran H.N.                                                       | Budva                                                             | Primorac                                                          |
| 2016     | Jadran H.N.                                                       | Budva                                                             | Primorac                                                          |
| 2017     | Jadran H.N.                                                       | Budva                                                             | Primorac                                                          |
| 2018     | Jadran H.N.                                                       | Budva                                                             | Primorac                                                          |
| 2019     | Jadran H.N.                                                       | Budva                                                             | Primorac                                                          |
| 2020     | Sospeso in seguito all'emergenza dovuta alla pandemia di COVID-19 | Sospeso in seguito all'emergenza dovuta alla pandemia di COVID-19 | Sospeso in seguito all'emergenza dovuta alla pandemia di COVID-19 |
| 2021     | Jadran H.N.                                                       | Primorac                                                          | Budva                                                             |
| 2022     | Jadran H.N.                                                       | Primorac                                                          | Budva                                                             |
| 2023     | Jadran H.N.                                                       | Primorac                                                          | Budva                                                             |
| 2024     | Primorac                                                          | Jadran H.N.                                                       | Akademija Cattaro                                                 |
| 2025     | Jadran H.N.                                                       | Primorac                                                          | Podgorica                                                         |

## Vittorie per squadra
| Squadra     | Titoli | Anni                                                                         |
| ----------- | ------ | ---------------------------------------------------------------------------- |
| Jadran H.N. | 13     | 2009, 2010, 2012, 2014, 2015, 2016, 2017, 2018, 2019, 2021, 2022, 2023, 2025 |
| Primorac    | 3      | 2007, 2008, 2024                                                             |
| Budva       | 2      | 2011, 2013                                                                   |